# ITF Women’s World Tennis Tour 2025 (Januar–März)
In den folgenden Tabellen werden die Tennisturniere des ersten Quartals der ITF Women’s World Tennis Tour 2025 dargestellt.

## Turnierplan
| Kategorien            | Kategorien           |
| World Tennis Tour 25+ | World Tennis Tour 15 |
| --------------------- | -------------------- |
| W100                  | —                    |
| W75                   | —                    |
| W50                   | —                    |
| W35                   | —                    |
| —                     | W15                  |

### Januar 2025
| Datum 1 | Turnierort                                                 | Siegerin Einzel         | Siegerinnen Doppel                          |
| ------- | ---------------------------------------------------------- | ----------------------- | ------------------------------------------- |
| 6.1.    | Nonthaburi ITF World Tennis Tour Nonthaburi II 2025        | Yao Xinxin              | Jang Su-jeong Zheng Wushuang                |
| 6.1.    | Le Lamentin (Martinique)                                   | Victoria Mboko          | Cadence Brace Victoria Mboko                |
| 6.1.    | Nairobi                                                    | Joanna Garland          | Sada Nahimana Angella Okutoyi               |
| 6.1.    | Naples                                                     | Katherine Sebov         | Allura Zamarripa Maribella Zamarripa        |
| 6.1.    | Oslo                                                       | Anouck Vrancken Peeters | Linea Bajraliu Joy de Zeeuw                 |
| 6.1.    | Antalya                                                    | Eliška Ticháčková       | Sandughasch Kenschibajewa İlay Yörük        |
| 6.1.    | Monastir                                                   | Astrid Lew Yan Foon     | Živa Falkner Elena Milovanović              |
| 13.1.   | Neu-Delhi                                                  | Tatjana Prosorowa       | Naiktha Bains Ankita Raina                  |
| 13.1.   | La Marsa                                                   | Hanne Vandewinkel       | Xiao Zhenghua Yuan Chengyiyi                |
| 13.1.   | Buenos Aires                                               | Carolina Alves          | Anastasia Abbagnato Nicole Fossa Huergo     |
| 13.1.   | Palm Coast                                                 | Elizabeth Mandlik       | Jasmijn Gimbrère Lisa Zaar                  |
| 13.1.   | Petit-Bourg (Guadeloupe)                                   | Victoria Mboko          | Victoria Mboko Clervie Ngounoue             |
| 13.1.   | Antalya                                                    | Eliška Ticháčková       | Sandughasch Kenschibajewa Eliška Ticháčková |
| 13.1.   | Monastir                                                   | Katharina Hobgarski     | Sapfo Sakellaridi Radka Zelníčková          |
| 20.1.   | Bengaluru W100 Bengaluru 2025                              | Tatjana Maria           | Jessie Aney Jessica Failla                  |
| 20.1.   | Porto W75 Porto 2025                                       | Tereza Valentová        | Eudice Chong Nika Radišić                   |
| 20.1.   | Vero Beach Vero Beach International Tennis Open 2025       | Solana Sierra           | Carmen Corley Eva Vedder                    |
| 20.1.   | La Marsa                                                   | Linda Klimovičová       | Guo Meiqi Xiao Zhenghua                     |
| 20.1.   | Sunderland                                                 | Nikola Bartůňková       | Amelia Rajecki Anna Rogers                  |
| 20.1.   | Buenos Aires                                               | Luisina Giovannini      | Victoria Rodríguez Ana Sofía Sánchez        |
| 20.1.   | Esch an der Alzette                                        | Anna-Lena Friedsam      | Aneta Kučmová Aneta Laboutková              |
| 20.1.   | Antalya                                                    | Sopia Schapatawa        | Sandughasch Kenschibajewa Joëlle Steur      |
| 20.1.   | Monastir                                                   | Eva Guerrero Álvarez    | Hiromi Abe Mayuka Aikawa                    |
| 27.1.   | Rome Georgia’s Rome Tennis Open 2025                       | Victoria Mboko          | Sophie Chang Angela Kulikov                 |
| 27.1.   | Andrézieux-Bouthéon Engie Open Andrézieux-Bouthéon 42 2025 | Manon Léonard           | Ayla Aksu Julija Hatouka                    |
| 27.1.   | Brisbane Brisbane QTC Tennis International I 2025          | Priscilla Hon           | Petra Hule Elena Micic                      |
| 27.1.   | Pune Necc-Deccan $70K ITF Womens Tournament 2025           | Tatjana Prosorowa       | Alewtina Ibragimowa Jelena Pridankina       |
| 27.1.   | Porto W50+H Porto 2025                                     | Justina Mikulskytė      | Francisca Jorge Matilde Jorge               |
| 27.1.   | Glasgow                                                    | Valentina Ryser         | Paris Corley Tiphanie Lemaître              |
| 27.1.   | Monastir                                                   | Hiromi Abe              | Hiromi Abe Mayuka Aikawa                    |
| 27.1.   | Antalya                                                    | Joëlle Steur            | Li Yu-yun Li Zongyu                         |
| 27.1.   | Scharm asch-Schaich                                        | Anna Sisková            | Darja Chamuzjanskaja Warwara Panschina      |

### Februar 2025
| Datum 1 | Turnierort                                         | Siegerin Einzel          | Siegerinnen Doppel                         |
| ------- | -------------------------------------------------- | ------------------------ | ------------------------------------------ |
| 3.2.    | Brisbane Brisbane QTC Tennis International II 2025 | Kimberly Birrell         | Miho Kuramochi Zheng Wushuang              |
| 3.2.    | Leszno W75 Leszno 2025                             | Elsa Jacquemot           | Ivana Šebestová Wong Hong-yi               |
| 3.2.    | Herrenschwanden                                    | Anna Rogers              | Jekaterina Owtscharenko Emily Webley-Smith |
| 3.2.    | Antalya                                            | Alissa Oktjabrewa        | Li Yu-yun Li Zongyu                        |
| 3.2.    | Scharm asch-Schaich                                | Katarína Kužmová         | Darja Chamuzjanskaja Warwara Panschina     |
| 3.2.    | Monastir                                           | Sara Daavettila          | Guo Meiqi Xiao Zhenghua                    |
| 10.2.   | Altenkirchen Rewe Petz Ladies Open 2025            | Julija Awdejewa          | Marie Benoît Dalila Jakupović              |
| 10.2.   | Birmingham                                         | Clervie Ngounoue         | Francisca Jorge Matilde Jorge              |
| 10.2.   | Antalya                                            | Ángela Fita Boluda       | Li Yu-yun Li Zongyu                        |
| 10.2.   | Timaru                                             | Leonie Küng              | Back Da-yeon Lee Eun-hye                   |
| 10.2.   | Monastir                                           | Eliška Ticháčková        | Yasmine Mansouri Elena Milovanović         |
| 10.2.   | Scharm asch-Schaich                                | Anna Sisková             | Carolyn Ansari Ayumi Miyamoto              |
| 10.2.   | Manacor                                            | Elisara Janewa           | Merel Hoedt Alice Robbe                    |
| 17.2.   | Prag Winter Prague Open 2025                       | Gabriela Knutson         | Jesika Malečková Miriam Škoch              |
| 17.2.   | Spring                                             | Finale nicht ausgetragen | Doppelkonkurrenz abgesagt                  |
| 17.2.   | Burnie                                             | Tessah Andrianjafitrimo  | Monique Barry Elena Micic                  |
| 17.2.   | Manchester                                         | Victoria Mboko           | Ariana Arseneault Anna Rogers              |
| 17.2.   | Antalya                                            | Luisina Giovannini       | Vittoria Paganetti Lisa Pigato             |
| 17.2.   | Pretoria                                           | Jenny Dürst              | Rikke de Koning Stéphanie Visscher         |
| 17.2.   | Monastir                                           | Camilla Zanolini         | Silvia Ambrosio Katharina Hobgarski        |
| 17.2.   | Scharm asch-Schaich                                | Isabella Schinikowa      | Ayumi Miyamoto Kisa Yoshioka               |
| 17.2.   | Bukarest                                           | Anouck Vrancken Peeters  | Adrienn Nagy Emily Seibold                 |
| 17.2.   | Manacor                                            | Elisara Janewa           | Loes Ebeling Koning Sarah van Emst         |
| 24.2.   | Trnava The 1st Empire Women’s Indoor 2025          | Antonia Ružić            | Jesika Malečková Miriam Škoch              |
| 24.2.   | Mâcon                                              | Sinja Kraus              | Magali Kempen Justina Mikulskytė           |
| 24.2.   | Ahmedabad                                          | Park So-hyun             | Akiko Ōmae Ikumi Yamazaki                  |
| 24.2.   | Antalya                                            | Amarissa Tóth            | Li Yu-yun Li Zongyu                        |
| 24.2.   | Arcadia                                            | Kayla Cross              | Victoria Osuigwe Alana Smith               |
| 24.2.   | Launceston                                         | Lizette Cabrera          | Monique Barry Elena Micic                  |
| 24.2.   | Manacor                                            | Jeline Vandromme         | Isis Louise van den Broek Sarah van Emst   |
| 24.2.   | Leimen                                             | Martyna Kubka            | Nikola Břečková Karolína Vlčková           |
| 24.2.   | Pretoria                                           | Stéphanie Visscher       | Coco Bosman Maddalena Giordano             |
| 24.2.   | Monastir                                           | Silvia Ambrosio          | Silvia Ambrosio Katharina Hobgarski        |
| 24.2.   | Ma’anshan                                          | Darja Jegorowa           | Darja Jegorowa Jekaterina Schalimowa       |
| 24.2.   | Scharm asch-Schaich                                | Isabella Schinikowa      | Remika Ohashi Kisa Yoshioka                |

### März 2025
| Datum 1 | Turnierort                                                     | Siegerin Einzel                    | Siegerinnen Doppel                                |
| ------- | -------------------------------------------------------------- | ---------------------------------- | ------------------------------------------------- |
| 3.3.    | Trnava The 2nd Empire Women’s Indoor 2025                      | Valentina Ryser                    | Isabelle Haverlag Jelena Pridankina               |
| 3.3.    | Porto W75 Porto II 2025                                        | Victoria Mboko                     | Francisca Jorge Matilde Jorge                     |
| 3.3.    | Chihuahua                                                      | Walerija Strachowa                 | Jessie Aney Jessica Failla                        |
| 3.3.    | Gurugram                                                       | Kryszina Dsmitruk                  | Jekaterina Makarowa Jekaterina Reingold           |
| 3.3.    | Helsinki                                                       | Sofia Costoulas                    | Laura Hietaranta Ella McDonald                    |
| 3.3.    | Solarino                                                       | Joanna Garland                     | Paris Corley Weronika Falkowska                   |
| 3.3.    | Ma’anshan                                                      | Darja Jegorowa                     | Kim Na-ri Ye Qiuyu                                |
| 3.3.    | Scharm asch-Schaich                                            | Anna Sisková                       | Arina Arifullina Jewgenija Burdina                |
| 3.3.    | Hagetmau                                                       | Weronika Podres                    | Sarah Iliev Emma Léné                             |
| 3.3.    | Antalya                                                        | Joëlle Steur                       | Chantal Sauvant Anja Stanković                    |
| 3.3.    | Trois-Rivières                                                 | Emily Appleton                     | Elizabeth Ionescu Christasha McNeil               |
| 3.3.    | Monastir                                                       | Eva Guerrero Álvarez               | Andrė Lukošiūtė Luisa Meyer auf der Heide         |
| 10.3.   | Târgu Mureș Intaro Elite Cup 2025                              | Priscilla Hon                      | Camilla Rosatello Nina Stojanović                 |
| 10.3.   | Székesfehérvár Székesfehérvár Kiskút Open 2025                 | Sinja Kraus                        | Irina Bara Ekaterine Gorgodse                     |
| 10.3.   | Kyōto                                                          | Sara Saitō                         | Saki Imamura Park So-hyun                         |
| 10.3.   | Shenzhen                                                       | Guo Hanyu                          | Wong Hong-yi Zheng Wushuang                       |
| 10.3.   | Mildura                                                        | Lizette Cabrera                    | Lizette Cabrera Gabriella Da Silva Fick           |
| 10.3.   | Nonthaburi                                                     | Lee Eun-hye                        | Shrivalli Rashmikaa Bhamidipaty Vaidehi Chaudhari |
| 10.3.   | Solarino                                                       | Joanna Garland                     | Viktória Hrunčáková Katarína Kužmová              |
| 10.3.   | Antalya                                                        | Jelysaweta Kotljar                 | Denisa Hindová Daria Kuczer                       |
| 10.3.   | Gonesse                                                        | Lisa Pigato                        | Kristina Kroitor Anastassija Solotarjowa          |
| 10.3.   | Alaminos Larnaca                                               | Marie Mettraux                     | Stefania Bojica Marie Mettraux                    |
| 10.3.   | Scharm asch-Schaich                                            | Anouck Vrancken Peeters            | Carolyn Ansari Zuzanna Pawlikowska                |
| 10.3.   | Montreal                                                       | Christasha McNeil                  | Raphaëlle Lacasse Christina McHale                |
| 10.3.   | Monastir                                                       | Eryn Cayetano                      | Eryn Cayetano Emma Slavíková                      |
| 17.3.   | Lu’an China Women's 4 Luan 2025                                | Arina Rodionova                    | Priska Madelyn Nugroho Ankita Raina               |
| 17.3.   | Maribor I-vent W75 Branik Open 2025                            | Antonia Ružić                      | Julie Belgraver Urszula Radwańska                 |
| 17.3.   | Vacaria                                                        | Aurora Zantedeschi                 | Michaela Bayerlová Miriana Tona                   |
| 17.3.   | Kōfu                                                           | Haruka Kaji                        | Momoko Kobori Ayano Shimizu                       |
| 17.3.   | Santo Domingo                                                  | Whitney Osuigwe                    | Anastassija Tichonowa Marija Tkatschowa           |
| 17.3.   | Solarino                                                       | Samira De Stefano                  | Hiromi Abe Hikaru Satō                            |
| 17.3.   | Swan Hill                                                      | Lizette Cabrera                    | Ayumi Miyamoto Stefani Webb                       |
| 17.3.   | Sabadell                                                       | Guiomar Maristany Zuleta de Reales | Aliona Bolsova Ylena In-Albon                     |
| 17.3.   | Alaminos Larnaca                                               | Luca Udvardy                       | Jessica Bertoldo Gaia Squarcialupi                |
| 17.3.   | Scharm asch-Schaich                                            | Isabella Schinikowa                | Victoria Allen Carolyn Ansari                     |
| 17.3.   | Iraklio                                                        | Rossiza Dentschewa                 | Margarita Ignatjeva Elena Korokozidi              |
| 17.3.   | Le Havre                                                       | Weronika Podres                    | Kristina Kroitor Anastassija Solotarjowa          |
| 17.3.   | Monastir                                                       | Carol Young Suh Lee                | Britt du Pree Sarah van Emst                      |
| 17.3.   | Antalya                                                        | Arina Bulatowa                     | Daria Kuczer Patricia Maria Țig                   |
| 17.3.   | Nonthaburi                                                     | Anchisa Chanta                     | Kim Na-ri Punnin Kovapitukted                     |
| 24.3.   | Murska Sobota BTC Murska Sobota Open 2025                      | Tereza Valentová                   | Petra Marčinko Tara Würth                         |
| 24.3.   | Vacaria Circuito Banco BRB/Engie de Tênis Profissional II 2025 | Francesca Jones                    | Robin Anderson Alicia Herrero Liñana              |
| 24.3.   | Bujumbura                                                      | Sada Nahimana                      | Chelsea Fontenel Xenija Saizewa                   |
| 24.3.   | Santo Domingo                                                  | Carson Branstine                   | Holly Hutchinson Ella McDonald                    |
| 24.3.   | Antalya                                                        | Jana Kovačková                     | Makenna Jones Lija Karatantschewa                 |
| 24.3.   | Terrassa                                                       | Lilli Tagger                       | Aneta Kučmová Caroline Werner                     |
| 24.3.   | Monastir                                                       | Sarah van Emst                     | Sapfo Sakellaridi Radka Zelníčková                |
| 24.3.   | Iraklio                                                        | Laura Hietaranta                   | Margarita Ignatjeva Elena Korokozidi              |
| 24.3.   | Nonthaburi                                                     | Kristiana Sidorowa                 | Kim Na-ri Punnin Kovapitukted                     |
| 24.3.   | Scharm asch-Schaich                                            | Carolyn Ansari                     | Karola Patricia Bejenaru Arina Gabriela Vasilescu |
| 24.3.   | Alaminos Larnaca                                               | Jenny Dürst                        | Linda Ševčíková Oana Georgeta Simion              |
| 31.3.   | Nantes                                                         | Talia Gibson                       | Martyna Kubka Lisa Zaar                           |
| 31.3.   | Bujumbura                                                      | Sada Nahimana                      | Julia Adams Anna Ureke                            |
| 31.3.   | Santa Margherita di Pula                                       | Julia Grabher                      | Hikaru Satō Ikumi Yamazaki                        |
| 31.3.   | Jackson                                                        | Monika Ekstrand                    | Alicia Herrero Liñana Maribella Zamarripa         |
| 31.3.   | Scharm asch-Schaich                                            | Carolyn Ansari                     | Madelief Hageman Dasha Ivanova                    |
| 31.3.   | Kashiwa                                                        | Ayano Shimizu                      | Ku Yeon-woo Naho Satō                             |
| 31.3.   | Iraklio                                                        | Rossiza Dentschewa                 | Katharina Hobgarski Adrienn Nagy                  |
| 31.3.   | Monastir                                                       | Arianna Zucchini                   | Sapfo Sakellaridi Radka Zelníčková                |
| 31.3.   | Antalya                                                        | Wiktorija Kan                      | Annemarie Lazar Xu Shilin                         |